# 伊予鉄道モハ2100形電車
伊予鉄道モハ2100形電車（いよてつどうモハ2100がたでんしゃ）は、伊予鉄道に在籍する軌道線用電車である。
その四角いフォルムや導入当初の白を基調とした塗装から、鉄道ファンを中心に「豆腐」という愛称で親しまれている。

## 概要
伊予鉄道は松山市駅市内電車停留場の引き上げ線有効長が短いため、全長が長くなりがちな連接構造の超低床路面電車の導入ができなかった。そこで導入されたのが単車型超低床路面電車のモハ2100形である。
アルナ工機及び同社の事業を継承したアルナ車両が開発した超低床路面電車のリトルダンサータイプSで、ボギー構造の単車型車両である。全長は12,000mm、幅は2,230mm、自重は20t、定員は47人（うち座席20人）である。単車の路面電車車両としては世界初の超低床車である。
松山市内線の、交通バリアフリー法に基づくバリアフリー化と、旧型車両の置き換えを目的に登場し、2002年（平成14年）3月19日に営業運転を開始した。
台車間を広く取ることによりカーブ走行時に内側に偏るため、対向車やそのほかの構造物との空間確保や終点での折り返し線の有効長などを勘案し、12mという長さになった。このため低床で乗り降りしやすいという利点を持つ反面、従来の50形・2000形の定員80人に比べ当車両はその半分強にあたる47人と少ないために朝夕ラッシュ時間帯等多客時間帯には積み残しが起こるという難点がある。
2002年から2005年までは毎年2両ずつ、2006年・2007年に1両が導入され、2023年現在、10両が本町線を中心とした軌道線全線で使用されている。

## 車体
伊予鉄道で初めてのVVVFインバータ制御車両となった。また、パンダグラフもシングルアーム式を初採用している。主電動機も伊予鉄道で初めて三相誘導電動機を採用した。低床化により、制御装置等は床下には配置されず屋根上に配置されている。騒音防止のため、台車カバーを採用している。
なお、2005年3月導入の4次車以降はSIVの形状、コンプレッサーがそれまでの6両とは異なっている。（コンプレッサーは静音化改善のため）2108号車のコンプレッサーは初期故障で、同じものに交換された。
側窓はUVカットガラスを使用しており、カーテンが省略されている。車体外観は伊予鉄道のイメージカラーであるオレンジとホワイトを配したデザインであり、インテリアは瀬戸内をイメージしたものとなっている。客室のドア間は床高350mmの超低床構造として乗降の利便性を図っている。これにより、車両床と電停との段差は50 - 200mm程度になった。客室スペースの確保や前面展望を楽しむ乗客への配慮から両運転台の右後ろに床高800mmの高床部がある。
座席の一部を折り畳み式として車いすスペースとして使用できるようにしており、乗降口には車いす用スロープを備えている。

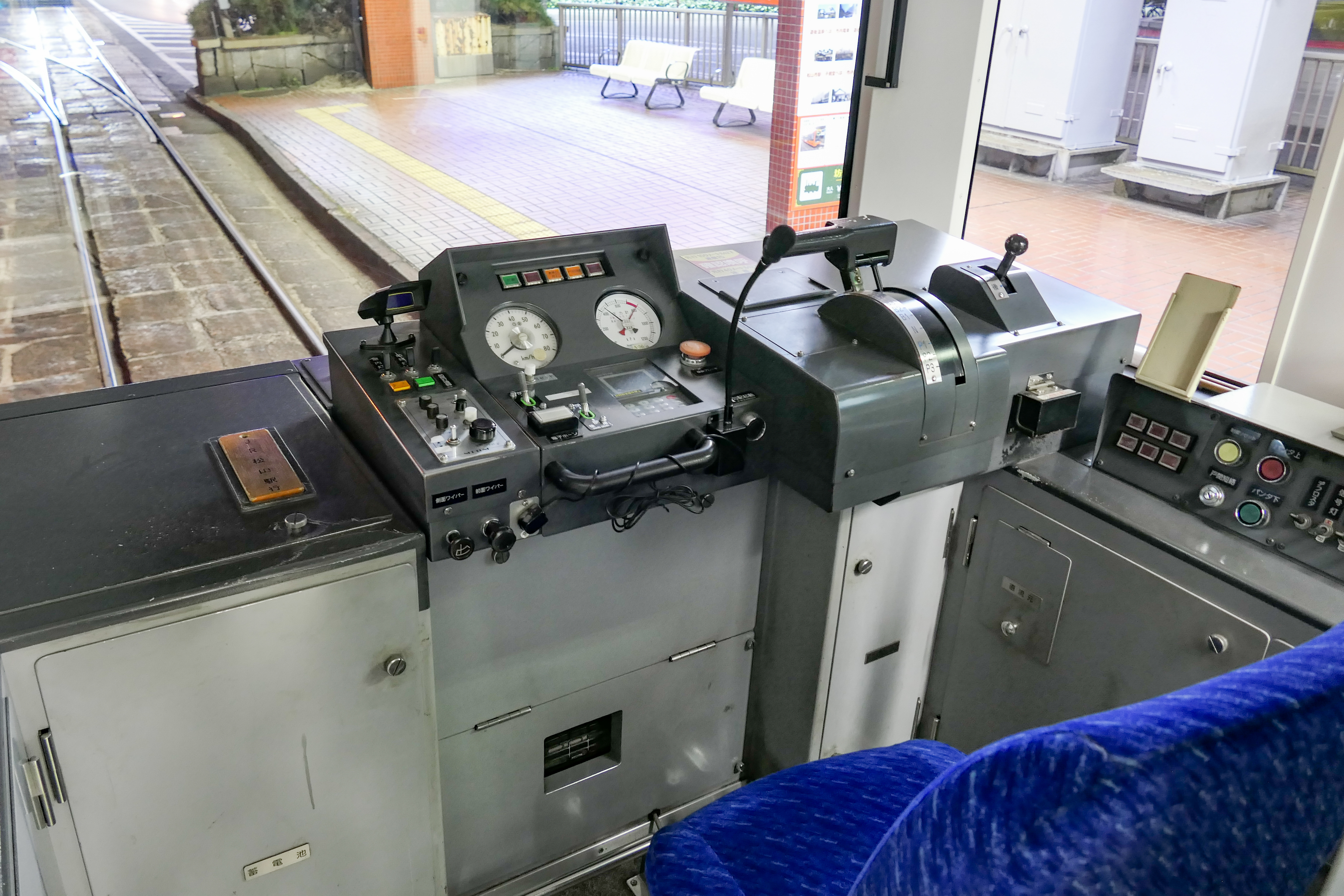
運転台
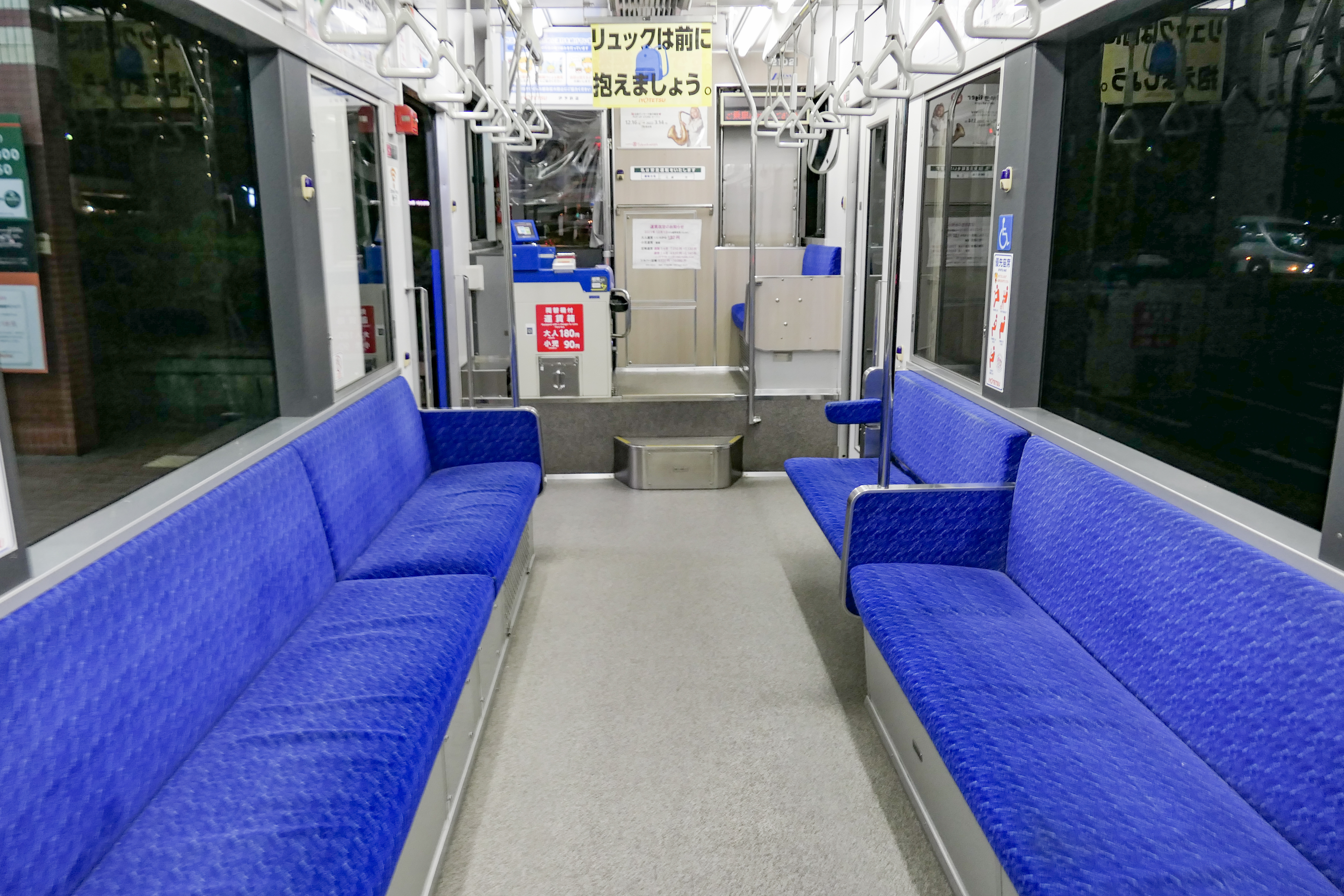
車内

## 前期型と後期型
伊予鉄道公式では、2101－2106号までを前期型、2107－2110号を後期型と分類しており、以下のような差異がみられる。
- 屋根上主要機器の配置
  - 前期型はパンタグラフ側から「制御装置・冷房装置・電源装置」、後期型は同側から「電源装置・冷房装置・制御装置」の順になっており、制御装置と電源装置の位置が逆転している。
  - また、電源装置の形状が異なっており、前期型は「カマボコ型」、後期型は「四角型」となっている。
- 運転台の丸型ミラーの数
  - 前期型は車内外各1つずつの計2つ、後期型は車内に1つのみとなっている。
  - 2101・2102の導入当初、そもそも丸型ミラーは設置されていなかったが、死角を補うために車外ミラーが設置されるようになった。この車外ミラーについて、雨滴により見えにくくなるとの指摘が運転手から挙がったため、後期型からは車内に設置されるようになり、のちに前期型も車内に追加設置されることになった。しかし前期型の車外ミラーはそのまま残置されたため、数に差が生じるようになった。

## 各車状況
IYOTETSUチャレンジプロジェクトの一環として標準塗装の変更が行われた。
| 車号 | 竣工      | 塗装                               | 備考 |
| ---- | --------- | ---------------------------------- | --- |
| 2101 | 2002年3月 | 新塗装＋コープ愛媛                 | - アルナ工機による製造。 - 補助スロープが少し短い。 - デジタルサイネージ未搭載。 - デビュー当初は中央窓下に「日本初の単車超低床式軌道電車」のステッカーを貼ってPRしていた。 |
| 2102 | 2002年3月 | 新塗装＋メルセデスベンツラッピング | - アルナ工機による製造。 - 補助スロープが少し短い。 - デジタルサイネージ未搭載。 - デビュー当初は中央窓下に「日本初の単車超低床式軌道電車」のステッカーを貼ってPRしていた。 |
| 2103 | 2003年3月 | 新塗装＋愛媛CATV                   | - この車両以降アルナ車両による製造。 |
| 2104 | 2003年3月 | 新塗装＋日本郵便                   | |
| 2105 | 2004年3月 | 新塗装＋伊藤園お～いお茶           | |
| 2106 | 2004年3月 | 新塗装＋アグサス                   | |
| 2107 | 2005年3月 | 新塗装＋四国電力                   | - 2013年9月～2016年1月まで、冬期に光のトラムとして使用された。 - 運賃箱が新型。                                                                                             |
| 2108 | 2005年3月 | 新塗装＋こくみん共済               | - 運賃箱が新型。 |
| 2109 | 2006年3月 | 新塗装＋ハタダ栗タルト             | - 運賃箱が新型。 |
| 2110 | 2007年3月 | 新塗装＋国道九四フェリーラッピング | |

## ギャラリー

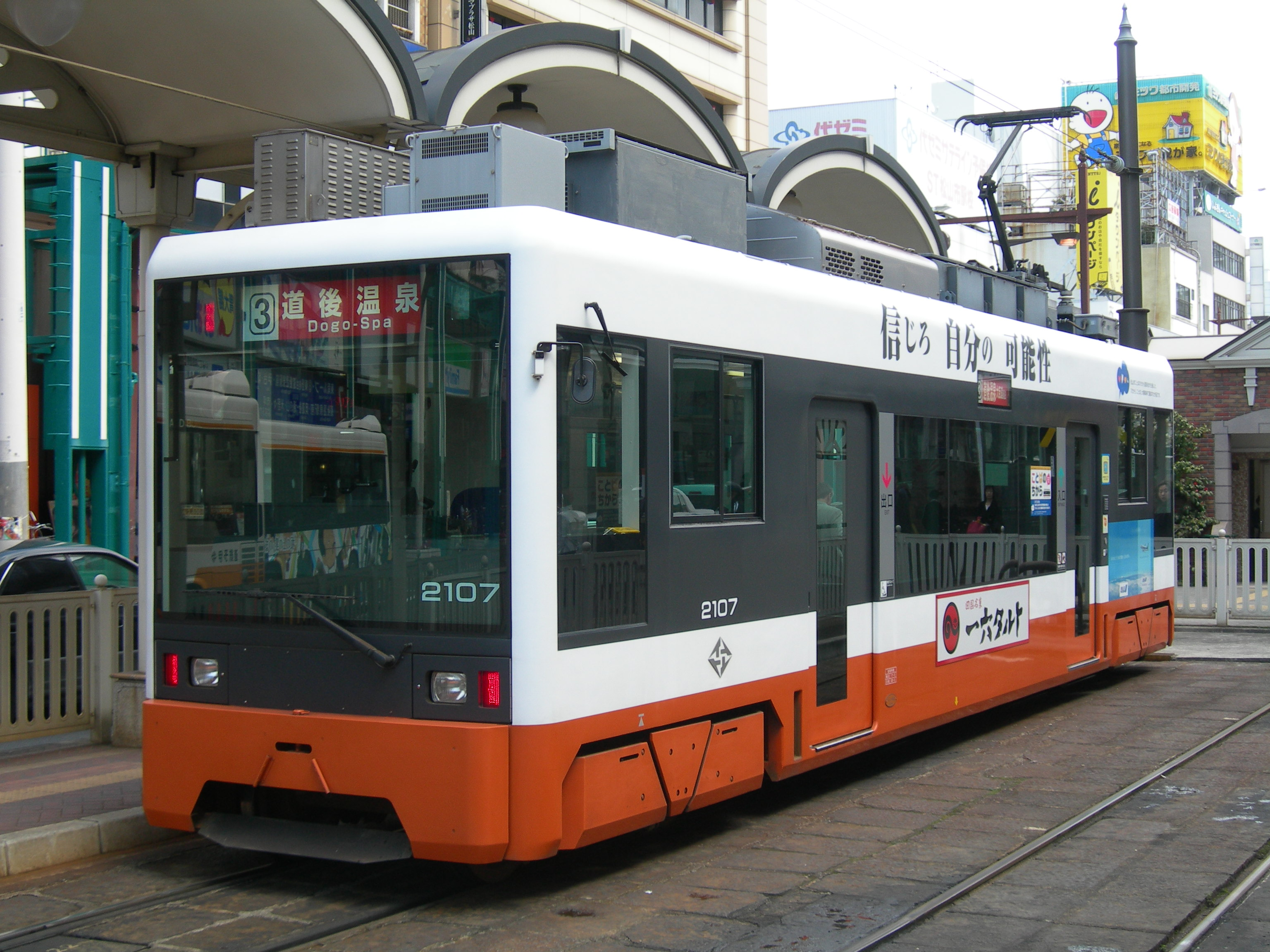
旧塗装
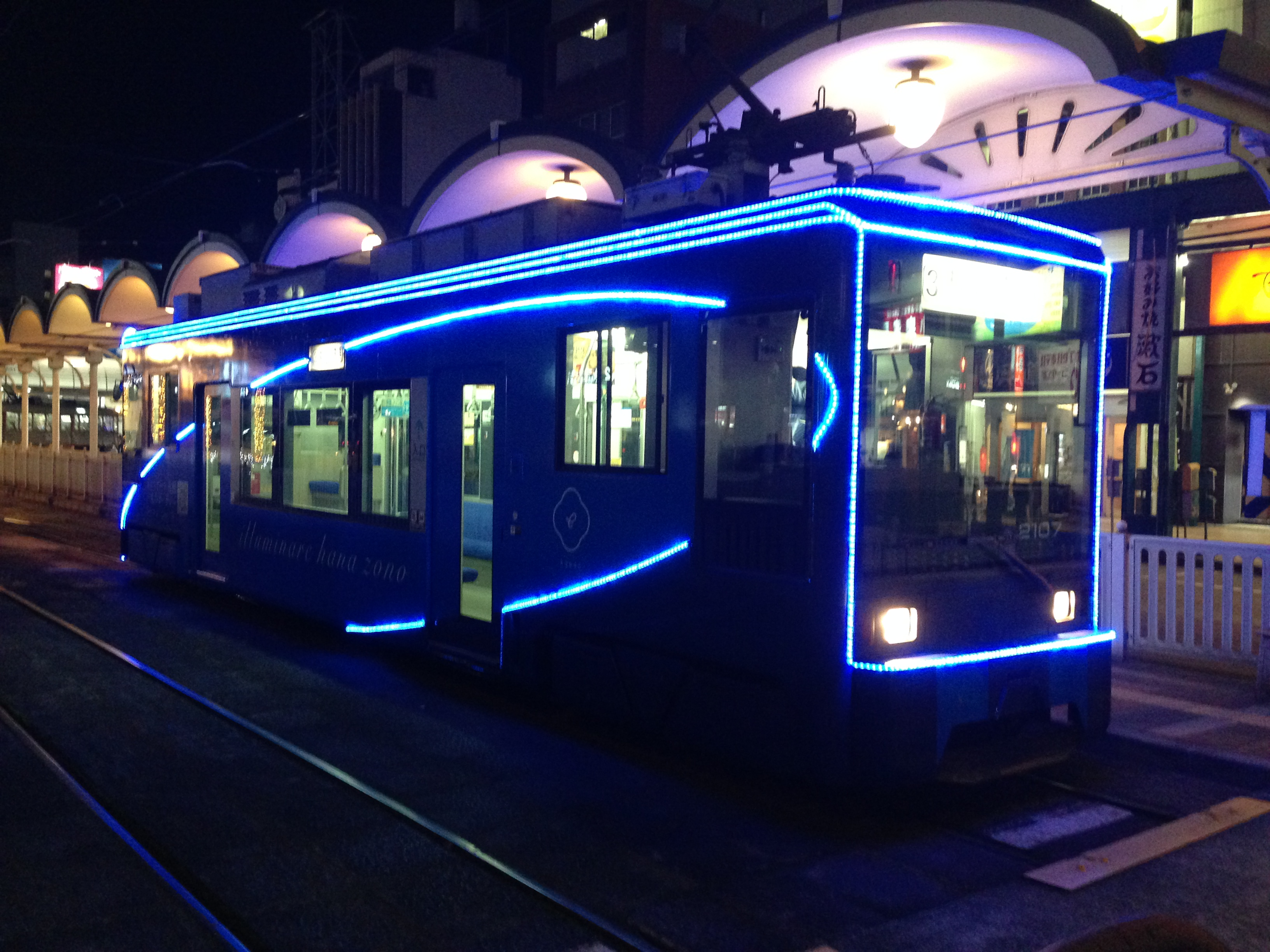
花園通りのイルミネーションにあわせて行われた光のトラム
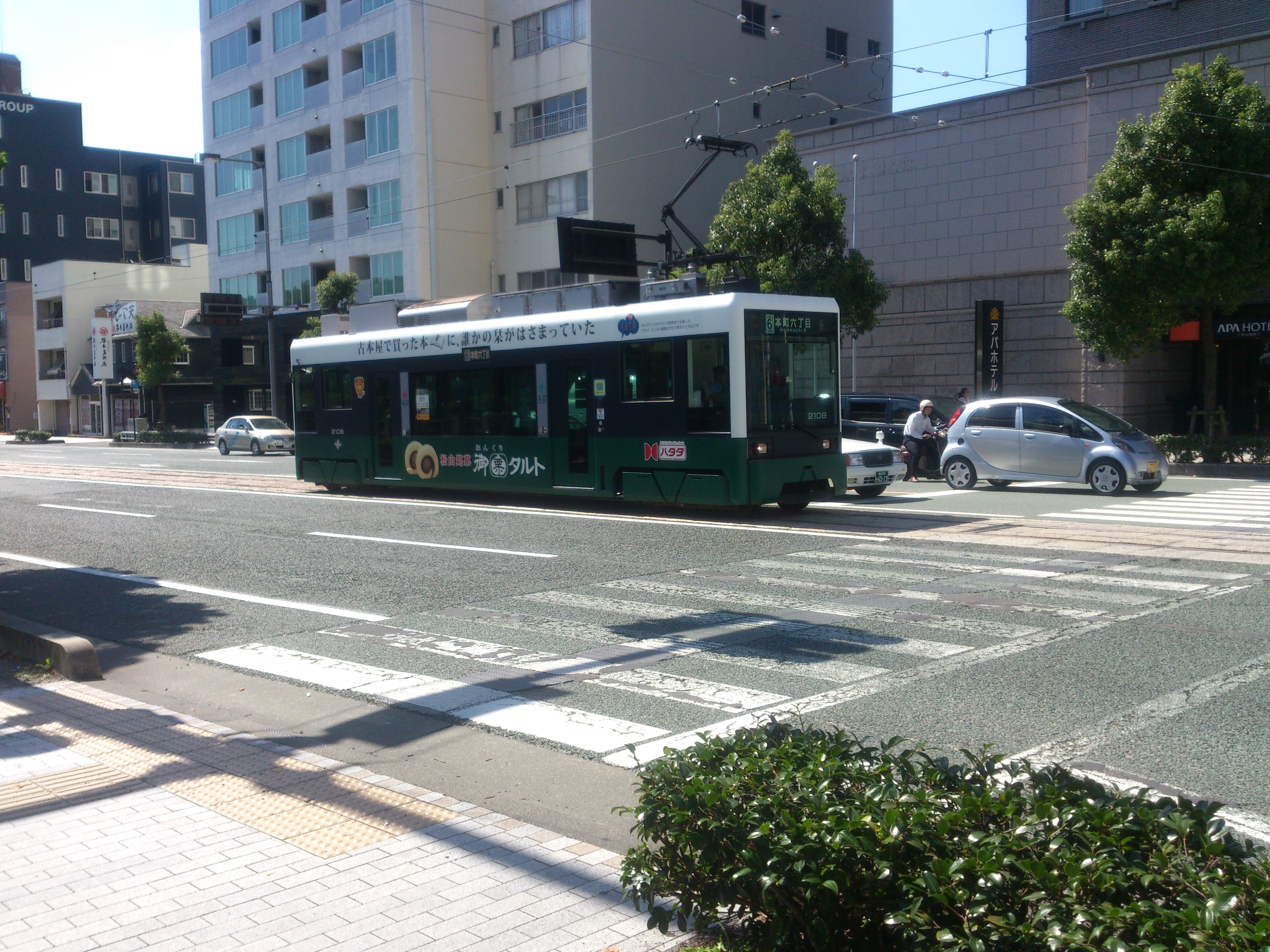
かつて走っていた抹茶豆腐ことハタダラッピング
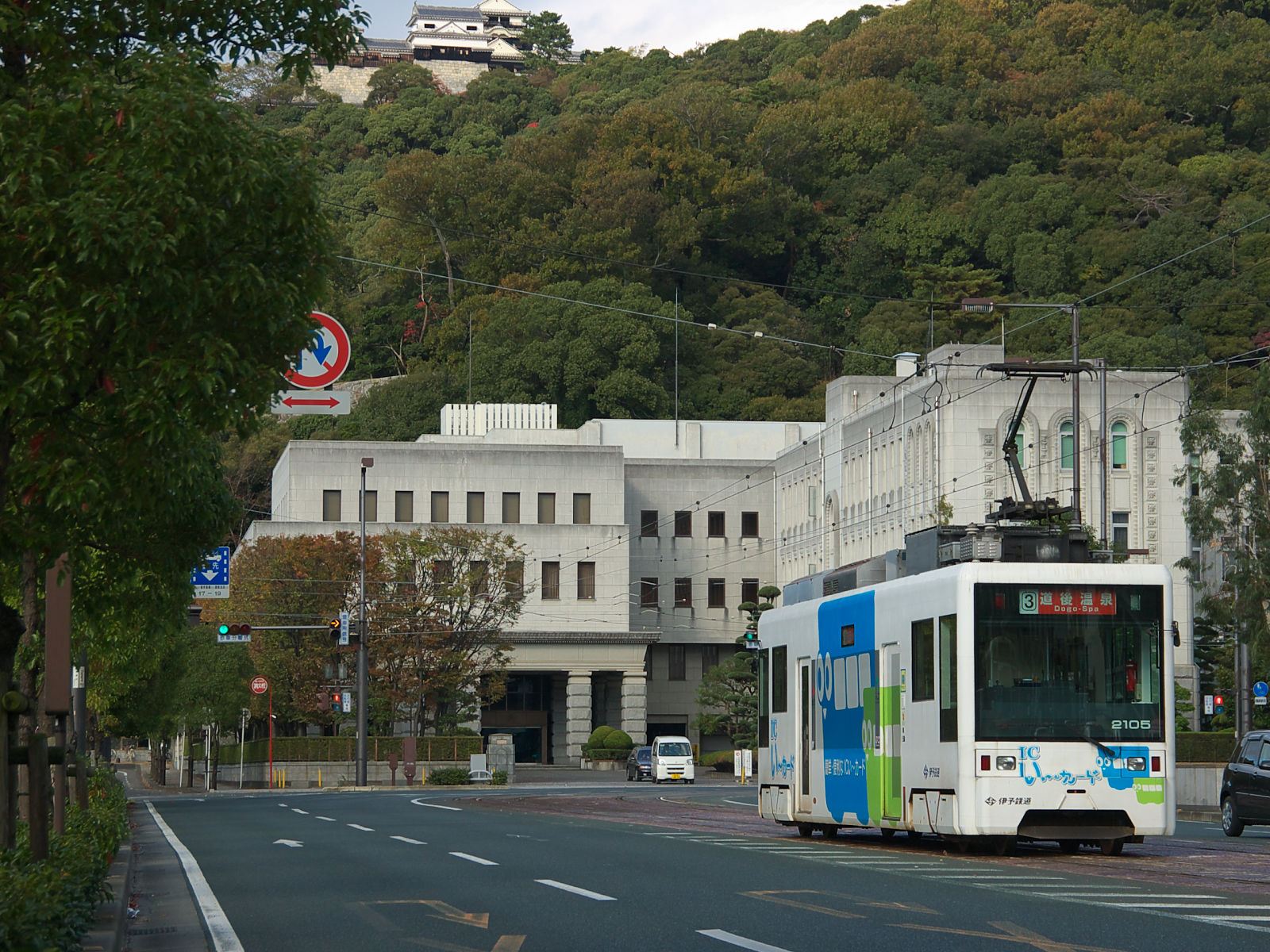
かつてICい〜カード導入時に運行されていたPRラッピング